# Soldanella hungarica
Soldanella hungarica är en viveväxtart. Soldanella hungarica ingår i släktet alpklockor, och familjen viveväxter.

## Underarter
Arten delas in i följande underarter:
- S. h. hungarica
- S. h. major